# Michel Colombe

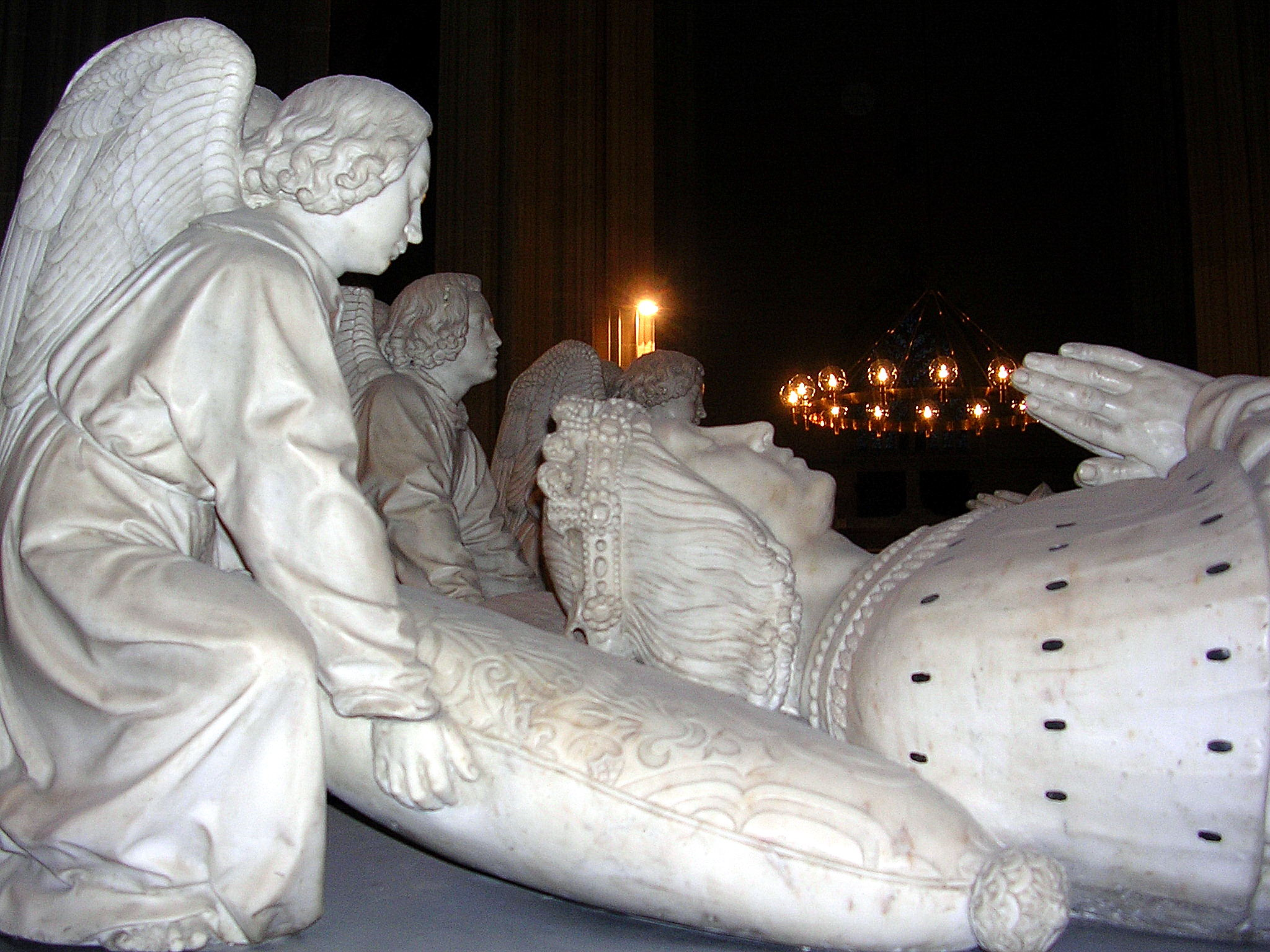
Detalj av Frans II:s gravmonument

Michel Colombe, född omkring 1430, död efter 1512, var en fransk skulptör.

## Biografi
Colombe var mestadels verksam i Tours, och är känd först på 1490-talet. Han var en av den franska gotikens sista stora mästare och hans stil pekar fram emot renässansen. 
Hans främsta arbete är det stora i olikfärgad marmor utförda monumentet över hertig Frans II av Bretagne och hans gemål i katedralen i Nantes, samt hans relief av Sankt Georg och draken i slottet Gaillon (senare flyttad till Louvren).